# Selahattin Kılıçsallayan
Selahattin Kılıçsallayan (né le 18 octobre 1993) est un lutteur libre turc.
Dans la catégorie des moins de 65 kg, il est médaillé de bronze des Championnats d'Europe de lutte 2018 puis remporte le titre en battant David Habat lors des Jeux méditerranéens de 2018.